# Deckenpfronn
Deckenpfronn település Németországban, azon belül Baden-Württembergben. Lakosainak száma 3486 fő (2023. december 31.).

## Népesség
A település népessége az elmúlt években az alábbi módon változott:
| Lakosok száma | 1236 | 1378 | 1748 | 1971 | 2081 | 2342 | 2778 | 2974 | 3232 | 3486 |
|               | 1961 | 1967 | 1974 | 1980 | 1987 | 1993 | 2000 | 2006 | 2013 | 2023 |